# Hammarskjöld. Lluita per la pau
Hammarskjöld. Lluita per la pau és una pel·lícula biogràfica dramàtica sueca del 2023 dirigida per Per Fly. Es basa en les últimes setmanes de l'antic secretari general de l'ONU, Dag Hammarskjöld. S'ha doblat i subtitulat al català.
Hammarskjöld es va estrenar al 53è Festival Internacional de Cinema de Rotterdam el 2024.
Dag Hammarskjöld va ser el segon secretari general de les Nacions Unides, i va exercir el càrrec des del 1953 fins a la seva mort el 1961. El seu mandat va estar marcat pels esforços per gestionar les complexitats de la Guerra Freda, i va tenir un paper crucial en l'establiment de les operacions de manteniment de la pau de l'ONU. La pel·lícula tracta aquests aspectes de la seva carrera, en particular la seva participació en la crisi del Congo, que finalment va conduir a la missió descrita a la pel·lícula.